# Ірвін Віллат
Ірвін Віллат (англ. Irvin Willat; 18 листопада 1890 — 17 квітня 1976) — американський режисер епохи німого кіно. З 1917 по 1937 рік зняв 39 фільмів. На початку своєї кар'єри Віллат працював кінематографістом на кількох фільмах. Його старший брат Едвін Віллат (1882—1950) був кінематографістом на декількох німих фільмах.

## Вибрана фільмографія
- 1914 — Хатина дядька Тома
- 1919 — За дверима
- 1923 — У тумані
- 1925 — Авіапошта
- 1926 — Рай
- 1937 — Під чужими знаменами